# Atengo (Tecozautla)
Atengo es una localidad de México, localizada en el municipio de Tecozautla en el estado de Hidalgo.

## Historia
Atengo se integraba originalmente de 3 ranchos, Ghumbó, Atengo y La Alameda, mismos que dieron origen a la población. 

## Geografía
Se encuentra en la región geográfica del Valle del Mezquital. A la localidad le corresponden las coordenadas geográficas 20° 29’ 13.085” de latitud norte y 99° 43’ 22.330” de longitud oeste; con una altitud de 1849 m s. n. m. Cuenta con un clima semiseco templado.
Colinda con las comunidades de San francisco, San Joaquín, San Antonio, Pañhé, La Mesilla del municipio de Tecozautla y Bondojito del municipio de Huichapan.
En cuanto a fisiografía se encuentra en la provincia del Eje Neovolcánico, dentro de la subprovincia de Sierras y Llanuras de Querétaro e Hidalgo; su terreno es de lomerío. En lo que respecta a la hidrografía se encuentra posicionado en la región del Pánuco, dentro de la cuenca del río Moctezuma, y en la subcuenca del río Tecozautla.

## Demografía
En 2020 registró una población de 878 personas, lo que corresponde al 2.31 % de la población municipal. De los cuales 441 son hombres y 437 son mujeres. Sus núcleos de población se dividen en dos, siendo Atengo donde se encuentra la mayor parte de la población y la ranchera de La Cruz de Piedra con u grupo de menos de 50 personas.
| Gráfica de evolución demográfica de Atengo entre 1930 y 2020                                 |
|                                                                                              |
| Población de los censos y conteos del Instituto Nacional de Estadística y Geografía (INEGI). |